# Заваллівська селищна рада
Зава́ллівська се́лищна ра́да — адміністративно-територіальна одиниця та орган місцевого самоврядування в Голованівському районі Кіровоградської області. Адміністративний центр — селище Завалля.

## Загальні відомості
- Населення ради: 4865 осіб (станом на 2015 рік)[1]

## Населені пункти
Селищній раді підпорядковані населені пункти:
- селище Завалля

## Склад ради
Рада складається з 21 депутата та голови.
- Голова ради: Прач Людмила Вікторівна
- Секретар ради: Бугаєнко Наталія Олександрівна

### Керівний склад попередніх скликань
| Прізвище, ім'я, по батькові | Основні відомості                                                        | Дата обрання | Дата звільнення |
| --------------------------- | ------------------------------------------------------------------------ | ------------ | --------------- |
| Дубінський Валерій Петрович | Селищний голова, 1978 року народження, освіта вища                       | 26.03.2006   | 31.10.2010      |
| Дубінський Валерій Петрович | Селищний голова, 1978 року народження, освіта вища, член Партії регіонів | 31.10.2010   |                 |

Примітка: таблиця складена за даними сайту Верховної Ради України

### Депутати
За результатами місцевих виборів 2010 року депутатами ради стали:

#### За суб'єктами висування
| Суб'єкт висування           | Кількість обраних депутатів | %    |
| --------------------------- | --------------------------- | ---- |
| Партія регіонів             | 10                          | 47,6 |
| Самовисування               | 6                           | 28,6 |
| Народна партія              | 4                           | 19   |
| Комуністична партія України | 1                           | 4,8  |

#### За округами
| № округу                    | Прізвище, ім'я, по батькові   | Дата визнання обраним | Освіта             | Партійна приналежність | Відомості про обраного депутата                                                      |
| --------------------------- | ----------------------------- | --------------------- | ------------------ | ---------------------- | ------------------------------------------------------------------------------------ |
| Комуністична партія України |                               |                       |                    |                        |                                                                                      |
| 3                           | Болгарчук Інна Федорівна      | 05.11.2010            | середня спеціальна | позапартійна           | пенсіонер                                                                            |
| Народна Партія              |                               |                       |                    |                        |                                                                                      |
| 1                           | Аксьонова Олена Михайлівна    | 05.11.2010            | вища               | член Народної партії   | Заваллівська селищна рада, підбирач інформаційного матеріалу                         |
| 9                           | Каткова Надія Юліанівна       | 05.11.2010            | вища               | позапартійна           | Заваллівська селищна рада, землевпорядник                                            |
| 18                          | Усатюк Оксана Василівна       | 05.11.2010            | вища               | позапартійна           | Заваллівська селищна рада, директор центру соціальної служби                         |
| 19                          | Фігурак Ірина Володимирівна   | 05.11.2010            | середня            | позапартійна           | Заваллівська селищна рада, секретар                                                  |
| Партія регіонів             |                               |                       |                    |                        |                                                                                      |
| 2                           | Бабченко Наталя Миколаївна    | 05.11.2010            | середня спеціальна | позапартійна           | приватний підприємець                                                                |
| 4                           | Бугаєнко Наталя Олександрівна | 05.11.2010            | вища               | член Партії регіонів   | Заваллівська загальноосвітня школа I-III ст., вчитель української мови та літератури |
| 6                           | Гербенський Юрій Іванович     | 05.11.2010            | інші види освіти   | член Партії регіонів   | ТОВ «СПЛАЙН ЛТД», кранівник                                                          |
| 7                           | Гурніцька Зоя Валентинівна    | 05.11.2010            | середня            | позапартійна           | ДП «ЗУКГ», майстер з благоустрою                                                     |
| 8                           | Зарицька Олена Вікторівна     | 05.11.2010            | середня            | позапартійна           | ТОВ «ЗГ», лаборант відділу тех. контролю                                             |
| 11                          | Кулініч Юрій Васильович       | 05.11.2010            | інші види освіти   | позапартійний          | МПК-1, начальник караулу                                                             |
| 12                          | Міркун Людмила Сергіївна      | 05.11.2010            | вища               | позапартійна           | ТОВ «СПЛАЙН ЛТД», бухгалтер                                                          |
| 13                          | Москвічова Галина Василівна   | 05.11.2010            | вища               | позапартійна           | Заваллівська дільнича лікарня, лікар                                                 |
| 17                          | Сивак Інна Леонідівна         | 05.11.2010            | вища               | член Партії регіонів   | ДП «ЗУКГ», бухгалтер                                                                 |
| 21                          | Шумай Олександр Григорович    | 05.11.2010            | середня            | позапартійний          | ТОВ «СТОУН ФАУНД», майстер зміни                                                     |
| Самовисування               |                               |                       |                    |                        |                                                                                      |
| 5                           | Галаган Петро Сафронович      | 05.11.2010            | середня            | позапартійний          | ТОВ «ЗГ», черговий електрослюсар                                                     |
| 10                          | Кроть Віктор Олексійович      | 05.11.2010            | вища               | позапартійний          | ТОВ «ЗГ», начальник ЗДТ                                                              |
| 14                          | Нехай Леонід Михайлович       | 05.11.2010            | середня            | позапартійний          | пенсіонер                                                                            |
| 15                          | Онуфрик Сергій Володимирович  | 05.11.2010            | середня спеціальна | позапартійний          | ТОВ «ЗГ», слюсар контрольно-вимірювальної техніки                                    |
| 16                          | Пахович Наталя Андріївна      | 05.11.2010            | вища               | позапартійна           | філія № 10 Гайворонської ЦБ, завідувачка бібліотеки                                  |
| 20                          | Швець Алла Валеріївна         | 05.11.2010            | середня спеціальна | позапартійна           | ПП «Надія», фармацевт                                                                |